# Sagas (Badings)
Sagas is een compositie voor fanfareorkest van Henk Badings.

## Geschiedenis
Badings kreeg van de fanfare Muziekvereniging St. Caecilia America de opdracht voor haar bijzondere bezetting een werk te schrijven, dat tijdens het 10e Wereld Muziek Concours te Kerkrade van 5 tot 28 juli 1985 zal worden uitgevoerd. Het bijzondere van dit werk is dat Badings, uitsluitend op verzoek van de dirigent Léon Adams, enkele klarinetten aan de gangbare fanfare-bezetting toevoegde om in het hoge register de nodige versterking te geven. Hierbij kwam tevens de wens, dat de compositie iets zou weergeven van het gebied waar America midden in ligt, namelijk De Peel.

## Muziek
Badings heeft het eerste verzoek snel verwezenlijkt, doch het tweede kostte hem iets meer tijd. Uit een door de heer Th. Rongen geleverde "bibliotheek" aan sagen en legenden, koos Badings er twee namelijk Het Spoken Driesken en De Vuurmannen, welke hij naam als uitgangspunt voor de sfeer. Hiermede had hij het eerste en het laatste deel al snel voor de geest. Het middendeel In Memoriam had hij al gehaald uit een vluchtig verhaal van de heer R. Rongen.
- Deel I: Het Spoken Driesken is een verlaten gebied, waarin een eenzame wandelaar al kippenvel krijgt, ook al gebeurt er niets. Vaak kreeg men hier visioenen van neerdalende en plotseling weer verdwijnende heerscharen. Zo'n visioen was niet zonder betekenis want kort daarna brak er dan een oorlog uit, zoals eens de 80-jarige oorlog. Dit deel begint dan ook griezelig vanuit de stilte van het landschap met pauken-roffels en donkere orkestkleuren. Een signaal van de gestopte trompet kondigt de helse parade aan.
- Deel II: In Memoriam is gebaseerd op een verhaal over vroeg gestorvenen, die een smartelijke leegte achterlaten maar als sterren boven de Peel stralen en licht zenden naar de treurenden. Tussen een stijgende lijn in eufonium en bas in de inleiding en een gespiegelde dalende versie hiervan in het slot, liggen hartstochtelijke en klagende melodieën. Bij het schrijven van dit deel werd Badings beïnvloed door het heengaan van iemand uit zijn kennissenkring die geliefd en bewonderd werd.
- Deel III: De Vuurmannen, een soort van goedige trollen, die er behagen in scheppen om mensen voor de gek te houden maar ook angst aanjagen wanneer die mensen geen zuiver geweten hebben. Boeren, die 's nachts de grenspalen van hun land in eigen voordeel verzetten, boezemen zij zoveel angst in dat men de palen weer naar de oude stand terugbrengt; onder andere het kloppen op de grenspaaltjes (telkens in een onderbroken 4/4 maat) speelt in dit deel een grote rol. In dit deel, Vivace, zijn er speelse maar ook dreigende episoden. het eindigt met een triomfantelijke apotheose van de vuurmannen, uitzinnig van vreugde dansen zij. Een belangrijke rol is in dit deel toebedacht aan het slagwerk.

De eerste uitvoering van Sagas - waarvan de klarinetpartijen overigens zonder een enkel probleem door saxofoons (sopraan en alt) kunnen worden overgenomen - werd op 26 juli 1985 tijdens het Wereld Muziek Concours in de Rodahal te Kerkrade door de opdrachtgevende Muziekvereniging St. Caecilia America onder leiding van Léon Adams gegeven.

## Orkestratie
- klarinet in Bes I+II+III, sopraansaxofoon I+II, altsaxofoon I+II, tenorsaxofoon, baritonsaxofoon;
- bugel I+II+III+IV, trompet/cornet I+II+III+IV, hoorn I+II+III+IV, trombone I+II+III+IV, bariton I+II+III, eufonium I(div)+II, tuba I in Es, tuba II in Bes;
- pauken, slagwerk I+II+III